# Qimonda
Qimonda AG — немецкая компания, в прошлом один из ведущих производителей динамической памяти (DRAM).

## Описание
Основана как подразделение Infineon Technologies, которая, в свою очередь, является дочерней компанией Siemens. 1 мая 2006 была выделена в независимую компанию. 9 августа 2006 компания произвела первичное публичное размещение своих акций на Нью-Йоркской Фондовой бирже. На пике своего развития в 2007 Qimonda располагала 13,5 тысяч человек персонала, 4 фабриками по производству полупроводников и 6 исследовательскими центрами (включая основной в Дрездене (Германия)). Оборот компании в 2007 финансовом году составил 3,81 млрд. €.
В 2008 падение цен на динамическую память вследствие перенасыщения рынка привело к значительным финансовым потерям компании и снижению её курса акций. В октябре 2008 началась реструктуризация основных активов, в ходе которой за примерно 400 млн долл. США была продана 35,5 % доля в Inotera, совместном предприятии по производству полупроводников с Nanya Technology. Покупателем выступил один из давних конкурентов, Micron Technology. Также была закрыта 200 мм полупроводниковая фабрика компании в Ричмонде и некоторые другие объекты. Производство микросхем оперативной памяти по собственной 75 нм deep trench технологии стало экономически невыгодным, поэтому компания сфокусировалась на производстве микросхем графической памяти в Дрездене (GDDR3, GDDR5 и XDR DRAM), а также ускорила разработку передовой 46 нм buried wordline технологии.
В декабре 2008 многие сотрудники Qimonda были отправлены в неоплачиваемый отпуск. Компании не удалось добиться получения столь необходимого пакета экономической помощи, поэтому 23 января 2009 руководство было вынуждено обратиться в суд Мюнхена с заявлением о банкротстве. 20 февраля 2009 с аналогичным заявлением в суд по банкротствам в Делавэре обратилось руководство Qimonda North America, американской дочерней компании Qimonda AG. В марте было окончательно закрыто 300 мм производство в Ричмонде, 4 тысячи сотрудников Qimonda North America были уволены с нарушением американского трудового законодательства. 2 апреля 2009 производственные активы обоих ричмондских фабрик, 200 и 300 мм, были выставлены на продажу. Оборот компании в 2008 финансовом году составил 1,79 млрд. €, что на 53 % ниже прошлогоднего показателя.
Qimonda обладала ценным портфелем интеллектуальной собственности, включающим около 20 тысяч патентов. Тайваньская Winbond Electronics лицензировала deep trench и buried wordline технологии у Qimonda, а впоследствии добилась очень хороших экономических показателей при производстве и реализации микросхем динамической памяти с использованием этих технологий.